# Circle (cratera)
Circle é uma cratera marciana. Tem como característica 11.5 quilômetros de diâmetro. Deve o seu nome a Circle, uma pequena cidade em Montana, nos Estados Unidos.